# Type 1 Chi-He
Il Type 1 Chi-He è stato un carro armato medio studiato e prodotto dall'Impero giapponese durante la prima metà degli anni quaranta per rimpiazzare l'obsoleto Type 97 Chi-Ha: tuttavia quest'ultimo mezzo continuò a essere utilizzato in grandi quantità e il meglio equipaggiato Type 1, costruito in piccola serie, fu tenuto in riserva sulle isole metropolitane.

## Storia

### Sviluppo
Poco dopo l'inizio della seconda guerra mondiale l'esercito imperiale giapponese schierava quale principale carro armato medio il Type 97 Chi-Ha, un progetto vecchio oltre tre anni che, sebbene ancora efficace contro le male equipaggiate forze cinesi sia nazionaliste che comuniste, si era dimostrato tuttavia incapace di reggere il confronto contro altri mezzi blindati durante la battaglia di Khalkhin Gol, combattuta contro i sovietici nell'estate del 1939: in particolare del Type 97 si criticarono la corazzatura inferiore ai 30 mm di spessore e la pochezza del cannone da 57 mm contro bersagli protetti. Tra il 1939 e il 1940 iniziarono dunque gli studi per un nuovo carro armato medio, basato sul Type 97; i lavori furono inoltre influenzati dai primi combattimenti sostenuti nel teatro del Pacifico, aperto nel dicembre 1941, e dall'incontro con le armi anticarro degli Alleati. Prima della fine dell'anno venne completato un prototipo che dopo alcuni collaudi venne accettato dai vertici dell'esercito sotto il nome "Type 1 Chi-He".

### Produzione
La fabbricazione del carro non ebbe però immediatamente inizio perché dapprima il Gran Quartier Generale imperiale non sentì la necessità di schierare un nuovo mezzo corazzato; quando poi venne data l'autorizzazione si dovettero riconvertire gli impianti e gli stabilimenti si scontrarono con le alte priorità assegnate alla produzione di velivoli, mentre l'interesse nutrito dai vertici dell'esercito continuavano a essere tiepidi; Alla fine la costruzione del Type 1 ebbe inizio nel 1943 da parte della Mitsubishi e dell'arsenale di Sagamihara, concludendosi già nel 1944 con un totale di 170 unità. Un'altra fonte riporta invece che furono consegnati 587 esemplari assieme ad abbondanti quantità di torrette, che per lo più vennero assegnate ai Type 97 Chi-Ha Shinhoto.

### Impiego
Nessun carro armato Type 1 fu adoperato attivamente in battaglia: l'intera serie rimase in Giappone per difenderlo da possibili e temuti sbarchi avversari, un destino che fu condiviso da numerosi progetti nipponici di ultima generazione. Altre fonti riportano che il Giappone riuscì a trasportare qualche esemplare nelle Filippine, precisamente alle forze corazzate di stanza a Leyte dipendenti dalla 2ª divisione carri, con le quali i Type 1 tentarono di respingere gli invasori.

## Caratteristiche
Il Type 1 Chi-He era stato costruito attorno a uno scafo simile a quello del carro medio Type 97 ma dalle linee più pulite e razionali, che evitavano le geometrie atte a divenire "trappole per proiettili". La corazzatura era del pari migliorata, sia perché ottenuta in larga parte mediante saldatura, sia riguardo allo spessore: il frontale di scafo misurava 50 mm, i fianchi 25 mm e il retro arrivava a 20 mm. Lo spessore minimo di 10 mm era riscontrabile sul fondo. Un secondo elemento innovativo risiedeva nell'apparato propulsore, che sebbene sempre diesel e sistemato nel vano posteriore dello scafo, era stato cambiato con un Mitsubishi Type 100 con cilindrata di 21,7 litri e da 12 cilindri a V, ognuno con alesaggio di 120 mm e corsa di 160 mm; questo motore erogava 240 hp a 2.000 giri al minuto ed era collegato a una trasmissione anteriore dotata di cambio con quattro marce avanti e una retromarcia. Il serbatoio conteneva 235 litri di gasolio. Nello scafo si trovava la postazione di due membri dell'equipaggio: a destra sedeva il pilota, che per la guida del veicolo si avvaleva del tipico sistema dell'epoca composto da due leve direzionali, da usarsi di concerto con la frizione e il freno. Alla sua destra vi era il sedile per un mitragliere, addetto all'utilizzo di una Type 97 da 7,7 mm inserita in un supporto a sfera.
Altra miglioria consisteva nella torretta di nuova progettazione, che più spaziosa di quella montata sul Type 97 accoglieva al suo interno il comandante, il cannoniere e un caricatore, permettendo così al capocarro di concentrarsi esclusivamente sulle sue mansioni. Essa era fornita di piastre spesse 25 mm su tutti i lati e sul tetto, mentre il mantelletto misurava 40 mm. Il cannone installatovi era un Type 1 da 47 mm lungo 48 calibri (L/48), con una velocità alla bocca dei proietti (ognuno pesante 1,5 chili) pari a 810 m/s: era capace di penetrare una piastra verticale spessa 55 mm da 100 metri, spessa 40 mm da 500 metri oppure spessa 30 mm da 1.000 metri. L'alzo, che andava da -15° a +20°, e il brandeggio, pari a 20° indipendentemente dalla rotazione della torre, erano effettuati dal cannoniere mediante un dispositivo manuale; nei carri precedenti infatti egli doveva fisicamente spingere o alzare con la spalla un apposito sostegno agganciato alla culatta. Il Type 1 era dunque un cannone ben più efficace di altre bocche da fuoco, anche se non garantiva un successo scontato contro la corazzatura dell'M4 Sherman statunitense. In ultimo era disponibile una seconda Type 97 da 7,7 mm che però non era coassiale, bensì faceva fuoco dalla piastra posteriore della torretta. Da notare, infine, che l'equipaggio poteva avvalersi di una radio di serie, apparecchiatura che fino ad allora era stata saltuaria sui carri armati giapponesi.

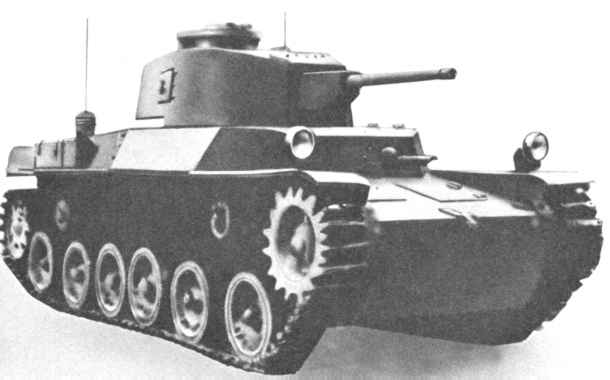
Raffigurazione di un Type 1 Chi-He

L'unico aspetto che venne traslato dal Type 97 senza aggiunte o radicali modifiche fu il treno di rotolamento, che per lato era formato da sei doppie ruote portanti, da due doppi rulli superiori e uno singolo, da una doppia ruota motrice anteriore e da una doppia di rinvio imperniata nel retro. Le sospensioni a bracci oscillanti longitudinali, vincolate ai due carrelli che accoppiavano le ruote centrali e alle ruote esterne indipendenti, erano collegate a una grossa molle elicoidale montata orizzontalmente e a due altre più piccole e inclinate: tale tipo di tecnica convertiva gli urti o le scosse della marcia in moti orizzontali che potevano essere assorbiti dalle molle. Furono mantenuti, inoltre, anche i cingoli larghi 305 mm, composti da 97 maglie con una guida a dente centrale.
Con un peso complessivo di 17,2 tonnellate il Type 1 Chi-He raggiungeva una velocità massima di 44 km/h su strada asfaltata e un'autonomia massima di 210 chilometri; capace di gestire pendenze fino a 34°, poteva superare i guadi profondi fino a 1 metro, fossati larghi non oltre i 2,50 metri e sormontare ostacoli alti 0,90 metri anche grazie alla luce libera (distanza tra fondo dello scafo e terreno) di 42 cm.

## Varianti
Sulla base del Type 1 Chi-He, nel 1943 venne concepito il carro medio Type 3 Chi-Nu; lo scafo fu invece ripreso e modificato per il carro anfibio Type 3 Ka-Chi.
Del carro venne progettata anche una variante antiaerea, equipaggiata con un cannone da 37 mm: designata come Type 1 Ta-Ha, non ne fu prodotto neppure un modello guida e rimase allo stadio di proposta.